# Ljubow Wassiljewna Morgunowa

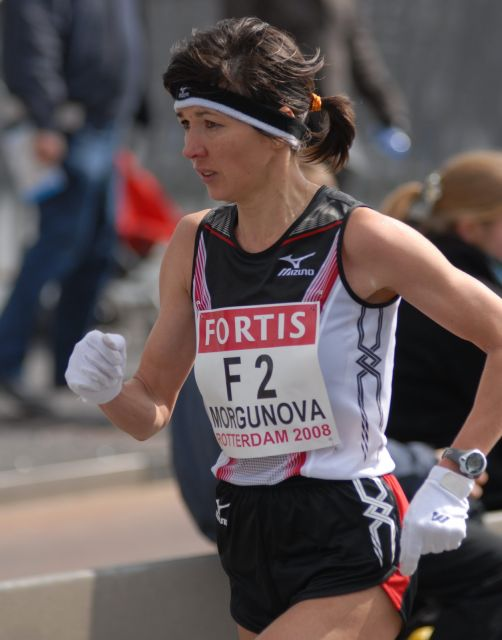
Ljubow Morgunowa beim Rotterdam-Marathon 2008

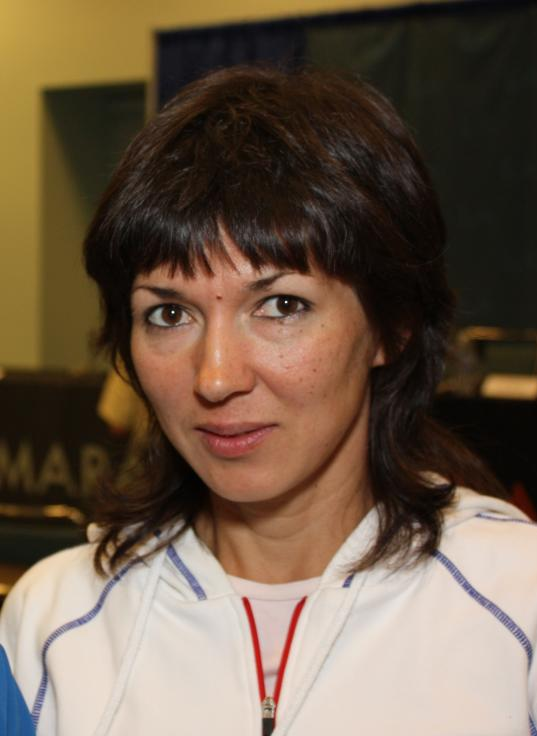
Ljubow Morgunowa in Los Angeles, 2009

Ljubow Wassiljewna Morgunowa (russisch Любовь Васильевна Моргунова, engl. Transkription Lyubov Morgunova; * 14. Januar 1971 in Nabereschnyje Tschelny) ist eine ehemalige russische Marathonläuferin.
Ihr erster großer Erfolg war 1997 der Sieg beim Twin Cities Marathon in 2:30:43. Im darauffolgenden Jahr wurde sie jeweils Siebte beim Nagoya-Marathon sowie bei den Leichtathletik-Europameisterschaften in Budapest und Zweite beim Peking-Marathon in 2:28:51. 1999 siegte sie in Nagoya in 2:27:43, wurde Zweite beim Amsterdam-Marathon und gewann den Zevenheuvelenloop.
2000 kam sie beim London-Marathon auf den achten und bei den Olympischen Spielen in Sydney auf den 23. Rang und gewann den Honolulu-Marathon. Einem dritten Platz beim Boston-Marathon 2001 und einem achten Platz bei den Leichtathletik-Weltmeisterschaften in Edmonton folgte am Jahresende die Titelverteidigung in Honolulu.
Knapp zwei Jahre später kehrte sie mit einem Sieg beim Toronto Waterfront Marathon ins Wettkampfgeschehen zurück. 2004 gewann sie zum dritten Mal in Honolulu, und 2005 wurde sie Sechste in Boston und Fünfte in Honolulu.
Jeweils Dritte wurde sie beim Rock ’n’ Roll Marathon 2006 und beim Nagano-Marathon 2007, und bei den Leichtathletik-Weltmeisterschaften in Osaka belegte sie den zehnten Platz.
2008 gewann sie beim Antalya-Marathon auf der Halbmarathonstrecke, siegte beim Rotterdam-Marathon mit ihrer persönlichen Bestzeit von 2:25:12 und wurde Neunte beim New-York-City-Marathon. 2009 wurde sie Vierte beim Los-Angeles-Marathon, kam bei den Leichtathletik-Weltmeisterschaften in Berlin auf den 32. Platz und wurde Zweite beim Singapur-Marathon.

## Persönliche Bestzeiten
- 15-km-Straßenlauf: 49:45 min, 24. Mai 1999, Nijmegen
- Halbmarathon: 1:08:45 h, 12. Juni 2000, Malmö
- Marathon: 2:25:12 h, 13. April 2008, Rotterdam